# George Raby Riley
George Raby Riley (ur. 23 lutego 1899, zm. w lipcu 1983) – angielski asów myśliwskich okresu I wojny światowej. Odniósł 13 zwycięstw powietrznych. Należał do zaszczytnego grona Balloon Buster.

## Życiorys
George Raby Riley urodził się w dzielnicy Battersea w Londynie.  Służbę w eskadrze No. 3 Squadron RAF rozpoczął 23 lutego 1918 roku.
Pierwsze z trzynastu zwycięstw powietrznych odniósł na samolocie Sopwith Camel (C1609) uszkadzając niemiecki samolot Albatros D.V w okolicach Havrincourt Wood. Pięć dni później razem z Douglas John Bellem zestrzelił dwumiejscowy samolot LVG.
W lipcu został przeniesiony do United States Army Air Service do 17th Aero Squadron. 8 kwietnia odniósł 3 zwycięstwo tym razem nad niemieckim balonem obserwacyjnym. 2 kwietnia Riley został ranny, do służby wrócił w końcu lipca 1918 roku. 8 sierpnia odniósł swoje piąte zwycięstwo uzyskując tytuł asa.
27 września w ciągu kilkunastu minut zestrzelił trzy niemieckie balony obserwacyjne, ostatni razem z kolegą z jednostki Williamem Henrym Maxtedem.
Ostatnie trzynaste zwycięstwo odniósł 28 września 1918 roku. Riley zestrzelił samolot Fokker D.VII.
Powojenne losy George’a R. Rileya nie są znane.

## Odznaczenia
- Distinguished Flying Cross
- Military Cross